# Jorge Cáceres (pentatleta)
Jorge Esteban Cáceres Monié (Paraná (Argentina), 14 de abril de 1917 - 3 de dezembro de 1975) foi um pentatleta olímpico e militar argentino. 

## Carreira
Jorge Cáceres representou a Argentina nos Jogos Olímpicos de 1952, na qual ficou na 34° posição no individual e 8° por equipe. 
Em 3 de dezembro de 1975, um grupo de Montoneros o assassinaram junto com sua esposa Beatriz Sasiaín quando estava atravessando de balsa o arroio de Las Conhas na província argentina de Entre Ríos.